# Voïvodie des Basses-Carpates
Pour les articles homonymes, voir Carpates (homonymie).
La voïvodie des Basses-Carpates, dénommées en français également Précarpates ou Piémont des Carpates ; en polonais : Województwo podkarpackie) est une des seize régions administratives (voïvodies) de Pologne. Le chef-lieu de la voïvodie est Rzeszów.

## Histoire

Logo jusqu'en 2009

La voïvodie fut créée le 1er janvier 1999 à partir du regroupement des anciennes voïvodies de Rzeszów, Przemysl, Krosno et de parties des anciennes voïvodies de Tarnów et Tarnobrzeg à la suite d'une loi de 1998 réorganisant le découpage administratif du pays. Elle se divise en 25 districts (ou powiats) dont 4 villes-districts, et en 160 communes. Le nom de la voïvodie fait référence à sa situation géographique près des Carpates.
Elle correspond à peu de chose près à la voïvodie de Rzeszów (pl) qui a existé de 1945 à 1975, constituée de la partie restée polonaise de l'ancienne voïvodie de Lwów et de la partie est de l'ancienne voïvodie de Cracovie.

## Politique
Composition de la diétine (sejmik) des Basses-Carpates à la suite des élections de 2024 :
|  |                   | Sièges |
|  | ----------------- | ------ |
|  | Droit et justice  | 21     |
|  | Coalition civique | 6      |
|  | Troisième voie    | 4      |
|  | Confédération     | 2      |

Composition de la diétine (sejmik) à la suite des élections de 2018 :
|  |                       | Sièges |
|  | --------------------- | ------ |
|  | Droit et justice      | 25     |
|  | Coalition civique     | 5      |
|  | Parti paysan polonais | 3      |

Le maréchal, le président de l'exécutif régional, a été de 2010 à 2013 Mirosław Karapyta (pl) (PSL), auquel a succédé à l'issue d'une crise politique locale Władysław Ortyl (pl) (PiS).

## Rivières
- San
  - Hoczewka
- Osława
- Wisłok

## Villes principales
Population en 2012 :
- Rzeszów (182 028) ;
- Przemysl (64 276) ;
- Stalowa Wola (64 189) ;
- Mielec (61 238) ;
- Tarnobrzeg (48 558) ;
- Dębica (47 180) ;
- Krosno (44 307) ;
- Jarosław (39 426) ;
- Sanok (39 375) ;
- Jasło (36 641).

## Économie
La voïvodie est rurale et pauvre. Officiellement, elle comptait 17,7 % de chômeurs en 2003.
Principaux secteurs d’activité :
- industrie
- agriculture
- tourisme et loisirs

Les inégalités avec la partie ouest de la Pologne se sont creusées à partir des années 1990. En 2000, le salaire moyen était déjà inférieur de 12 % à la moyenne nationale ; en 2012, l’écart atteint 17 %.

## Groupes ethniques
- Polonais (peuple)
  - Polish Uplanders (en)	(Pogorzans), anciens Lendiens
- Ruthènes, Ruthéniens, Rusyns, Rusn(i)aks
  - Lemkos
  - Boykos, (proches des Górali et des Houtsoules)

## Noms de famille les plus fréquents
- 1. Mazur : 9 530
- 2. Nowak : 9 301
- 3. Baran : 8 022

## Patrimoine naturel
La voïvodie possède 10 parcs paysagers, 16 zones de paysages protégés, 70 réserves naturelles, ainsi que la Réserve internationale de biosphère Carpates de l'Est.

## Galerie

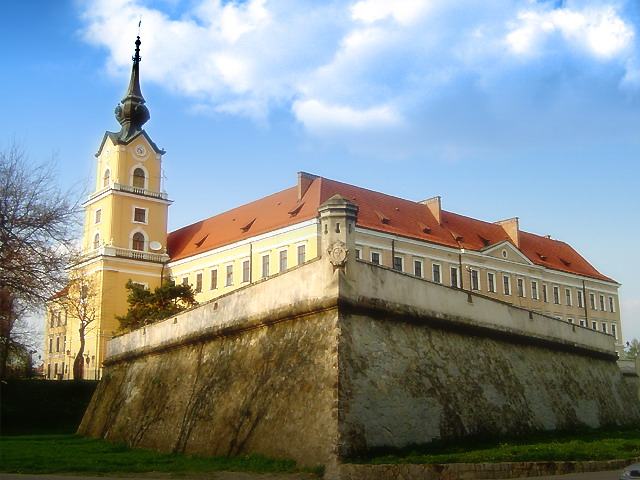
Château de Rzeszów
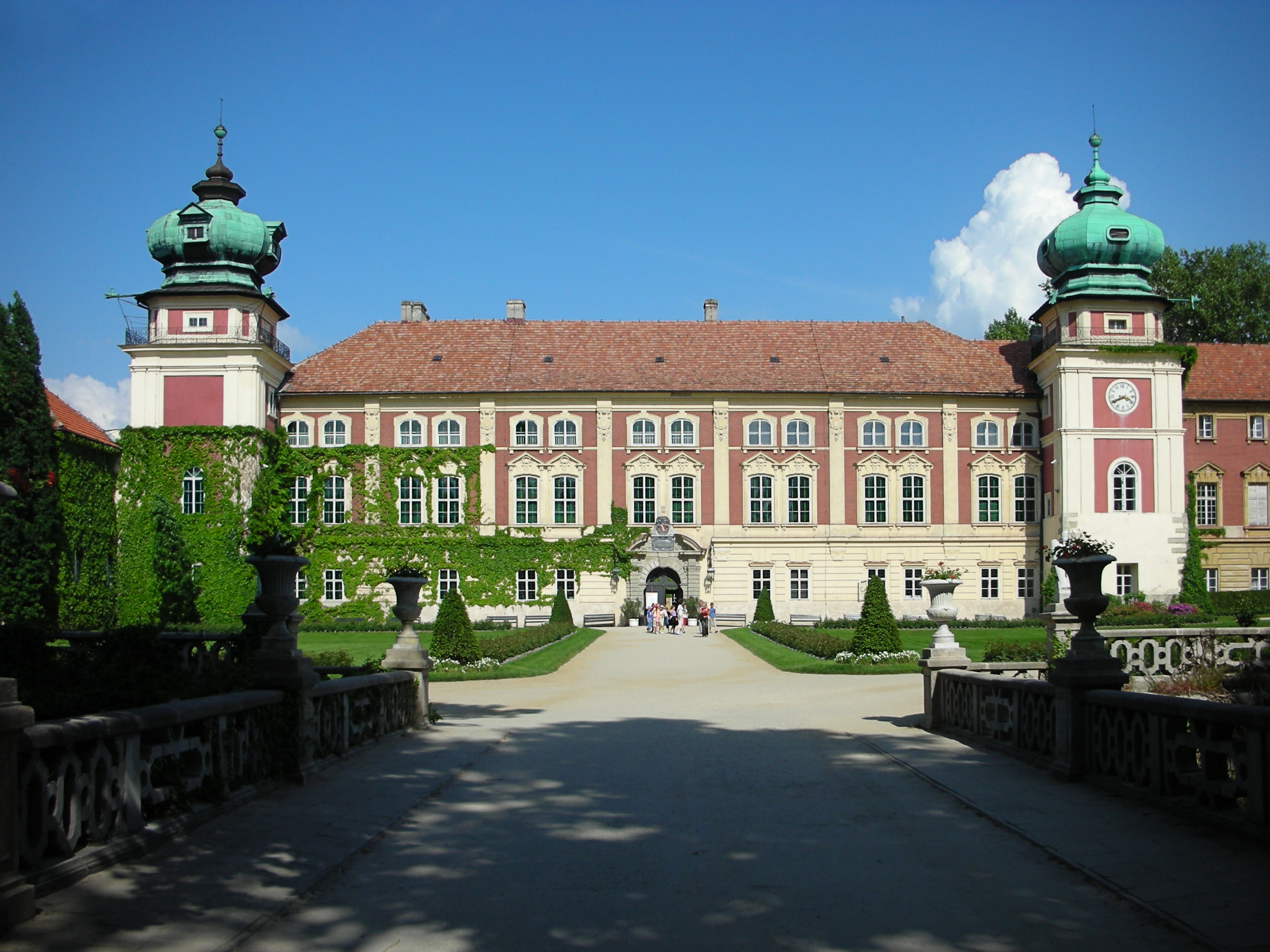
Château de Łańcut
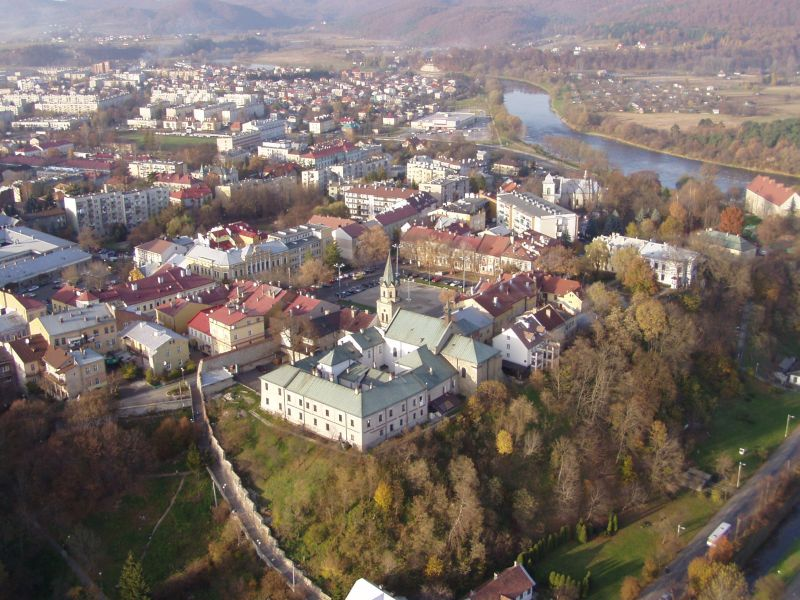
Sanok
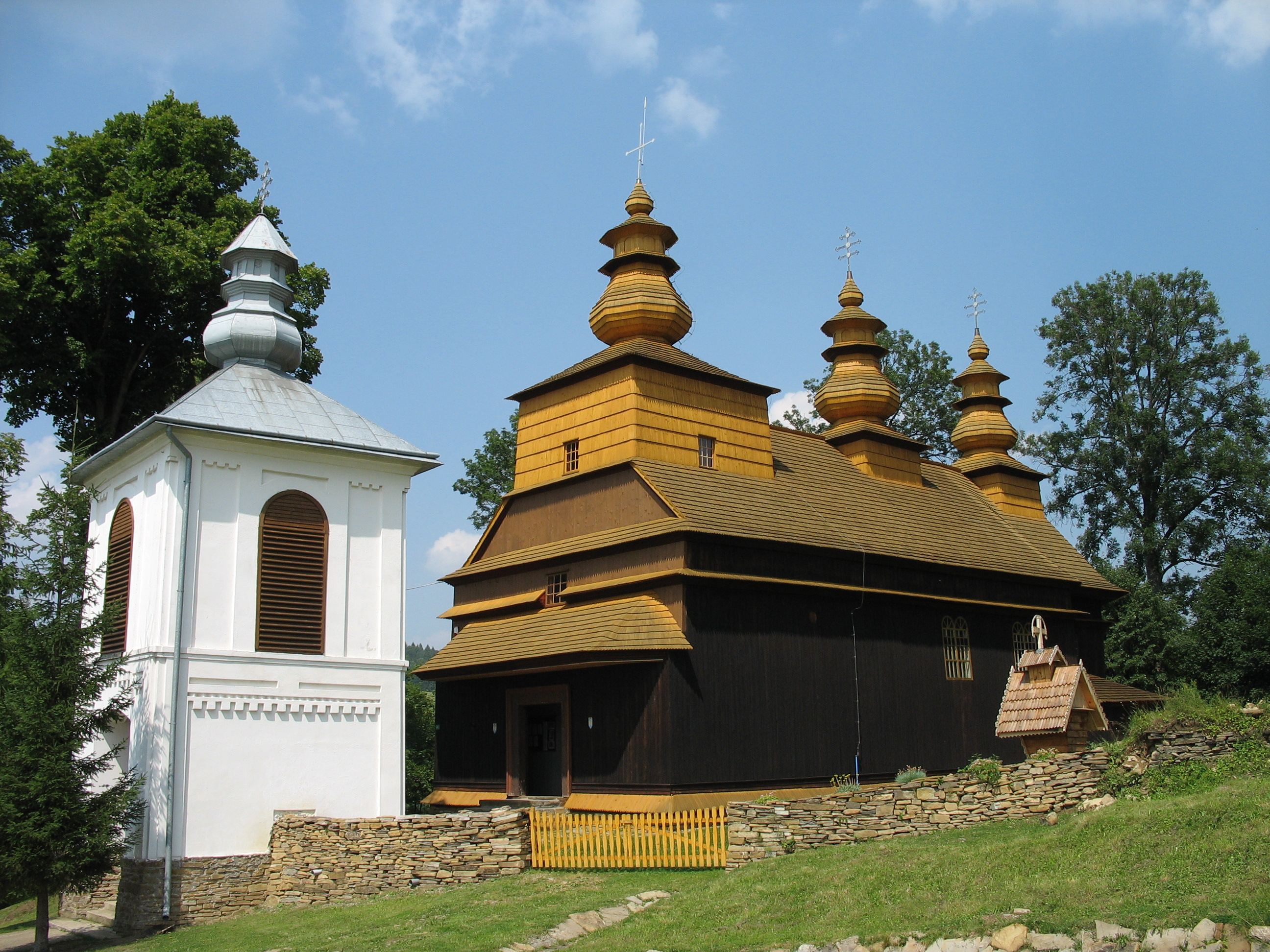
Église de Wisłok Wielki
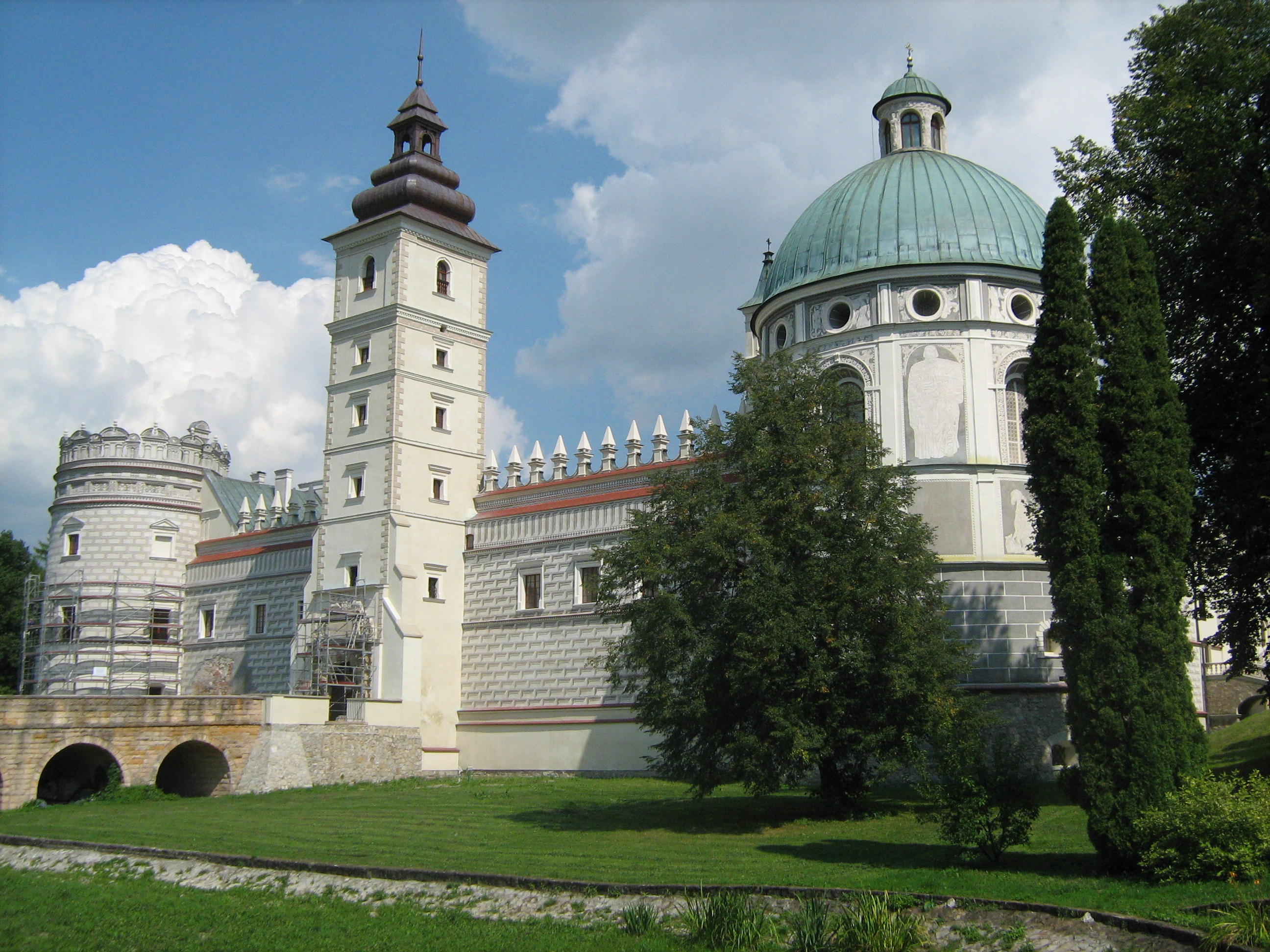
Château de Krasiczyn
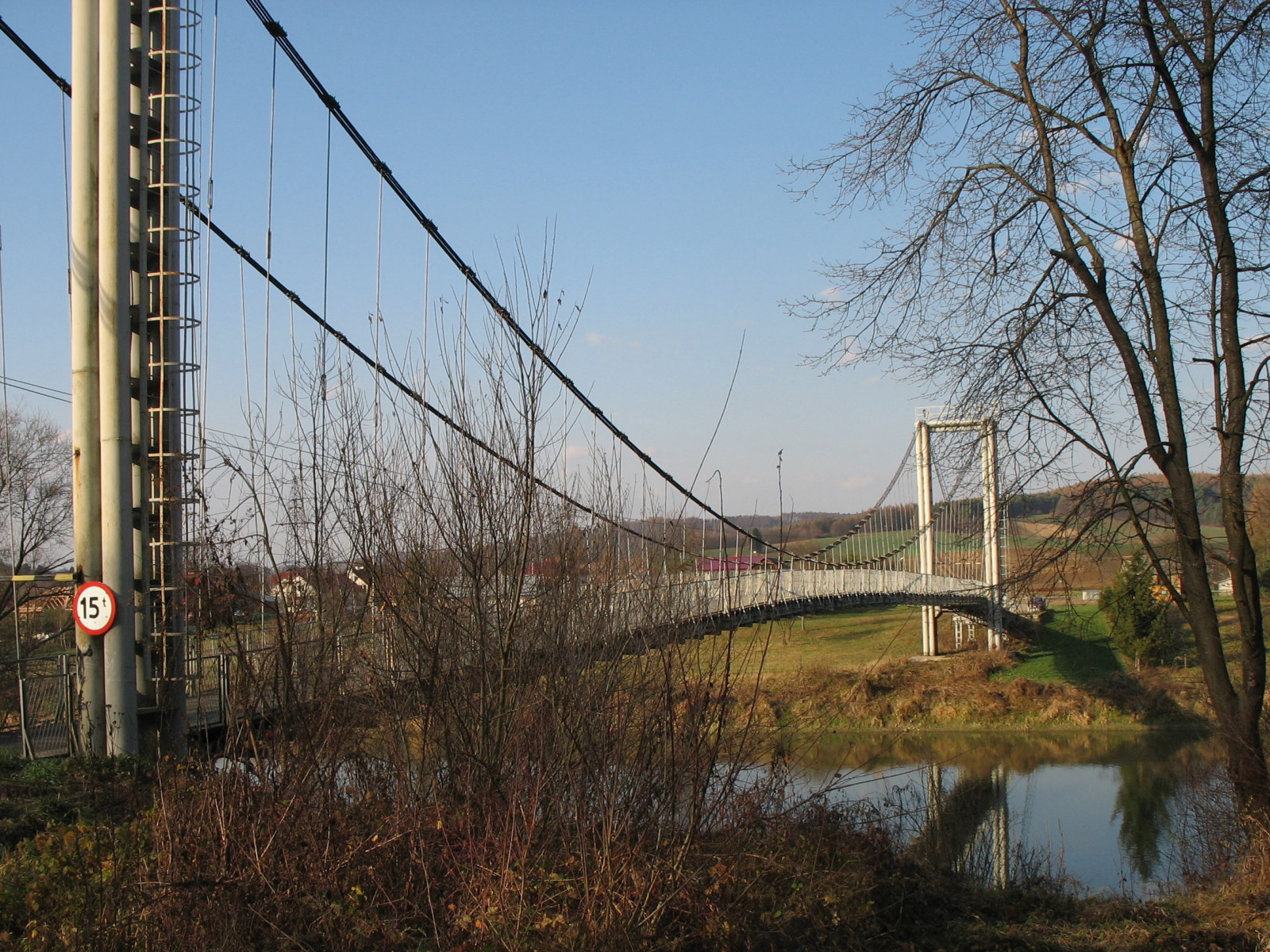
Pont sur le San à Krasice
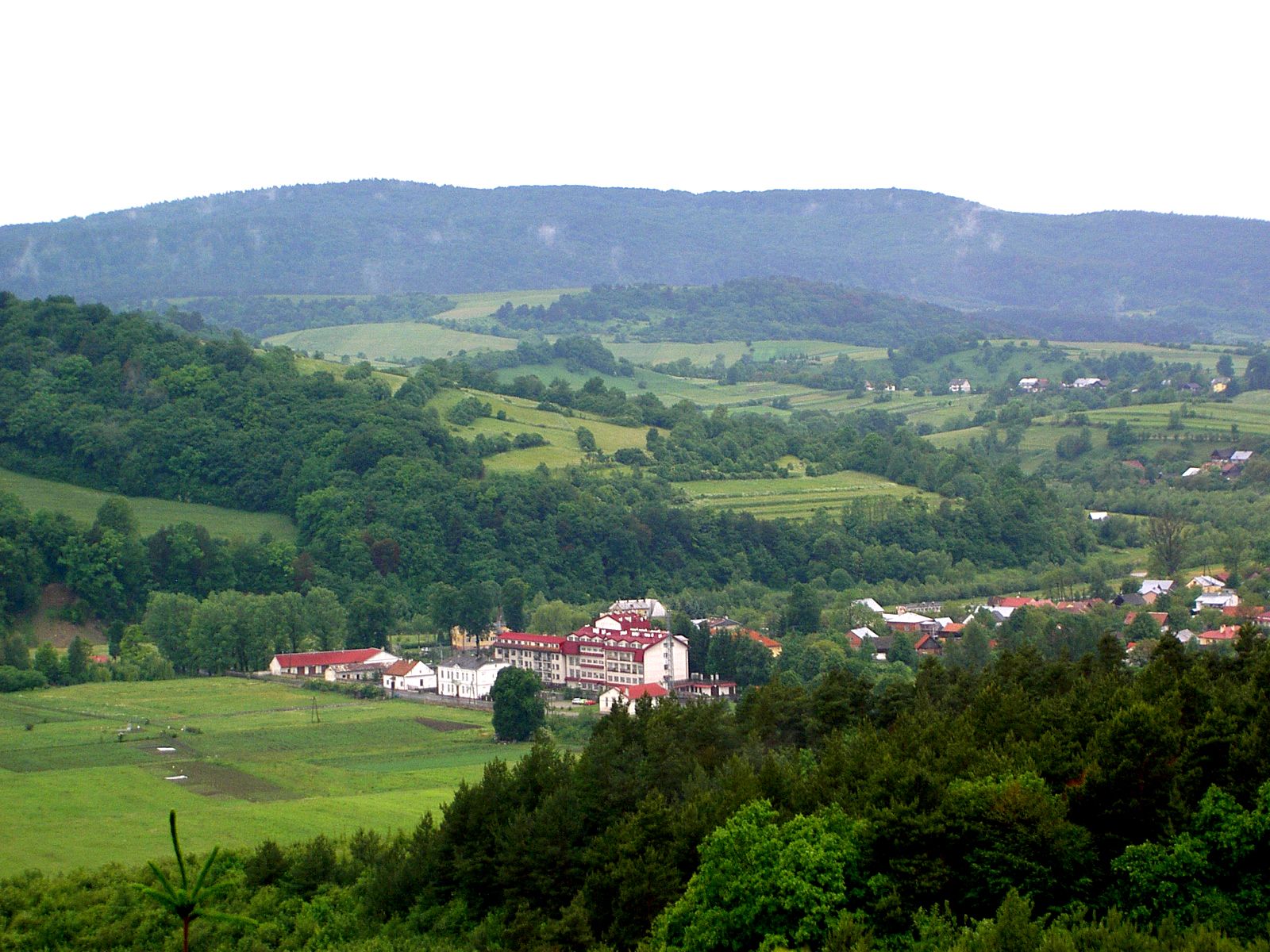
Huwniki, village près de Przemyśl
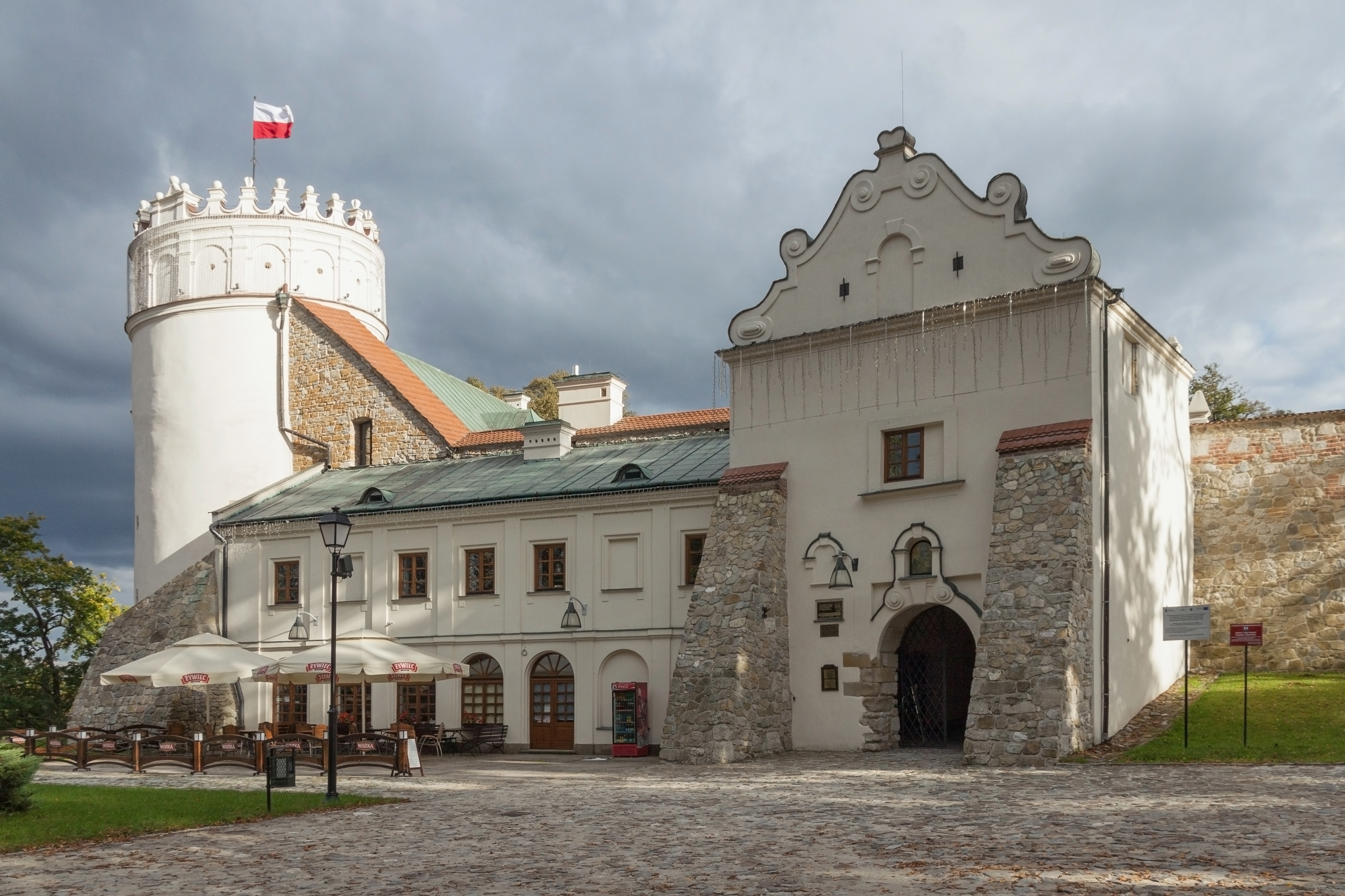
Przemyśl
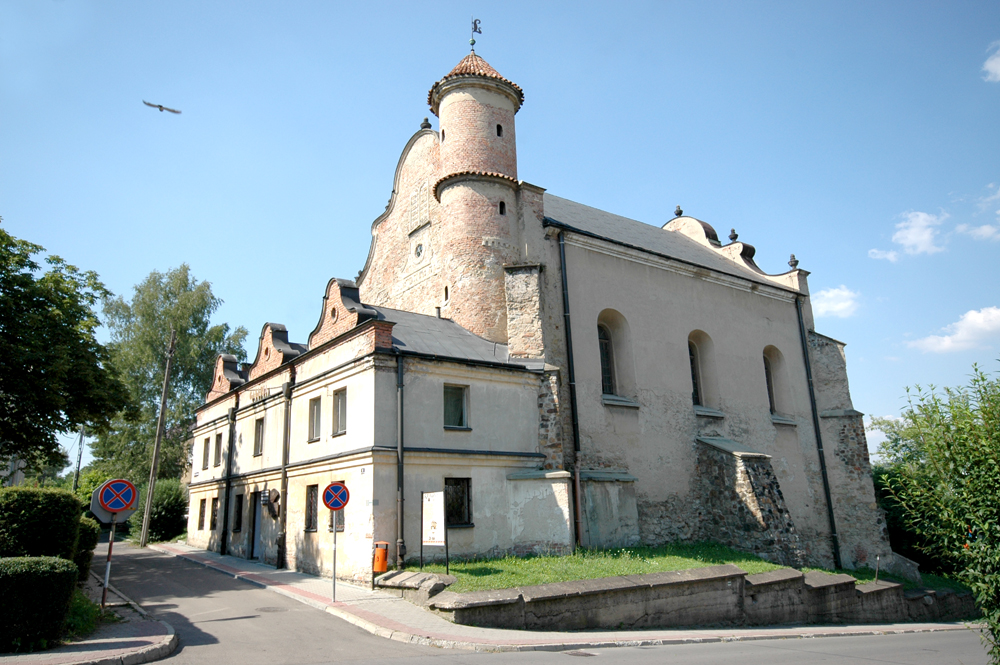
Synagogue de Lesko
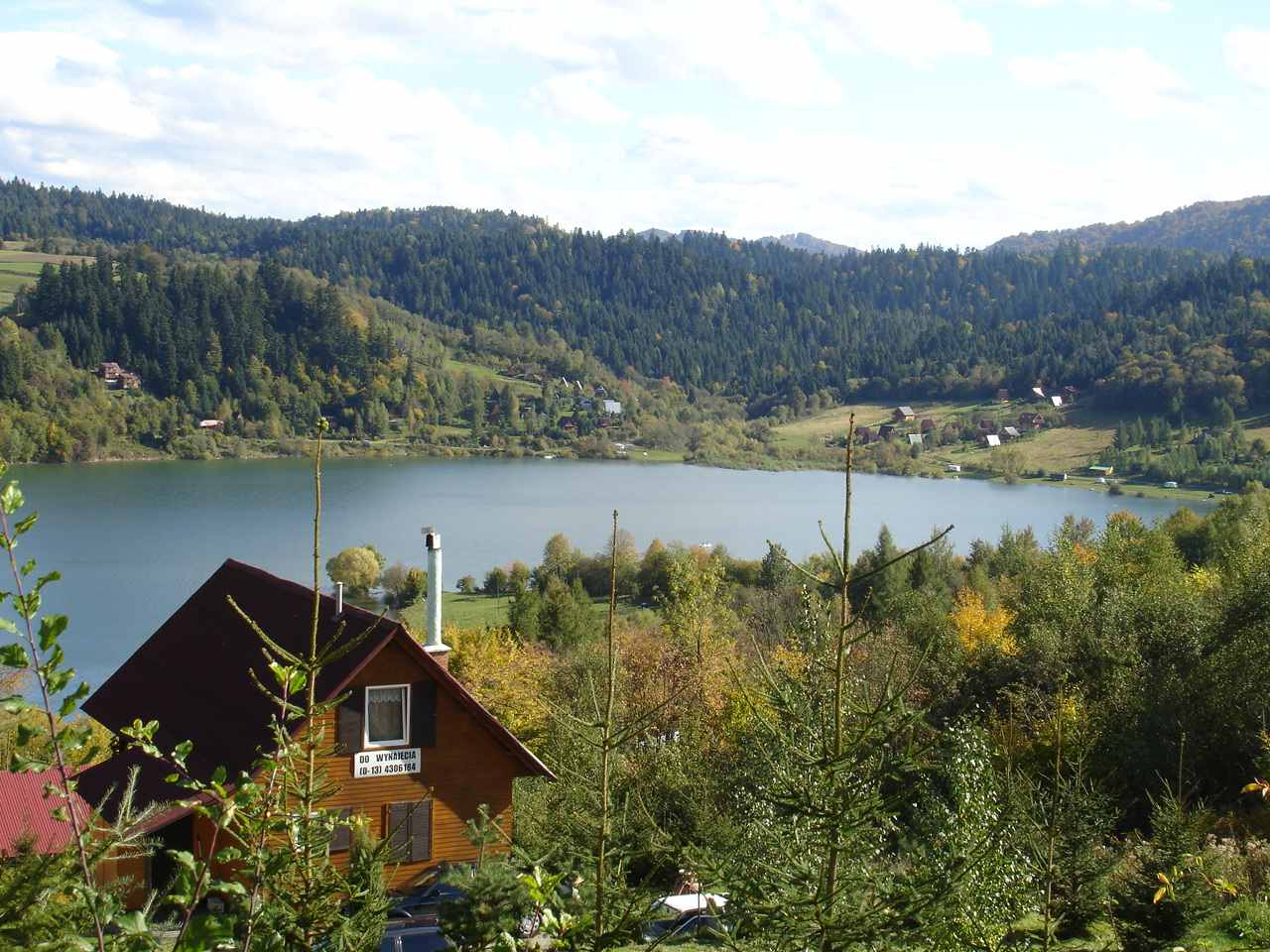
Wolkowyja, village des Bieszczady
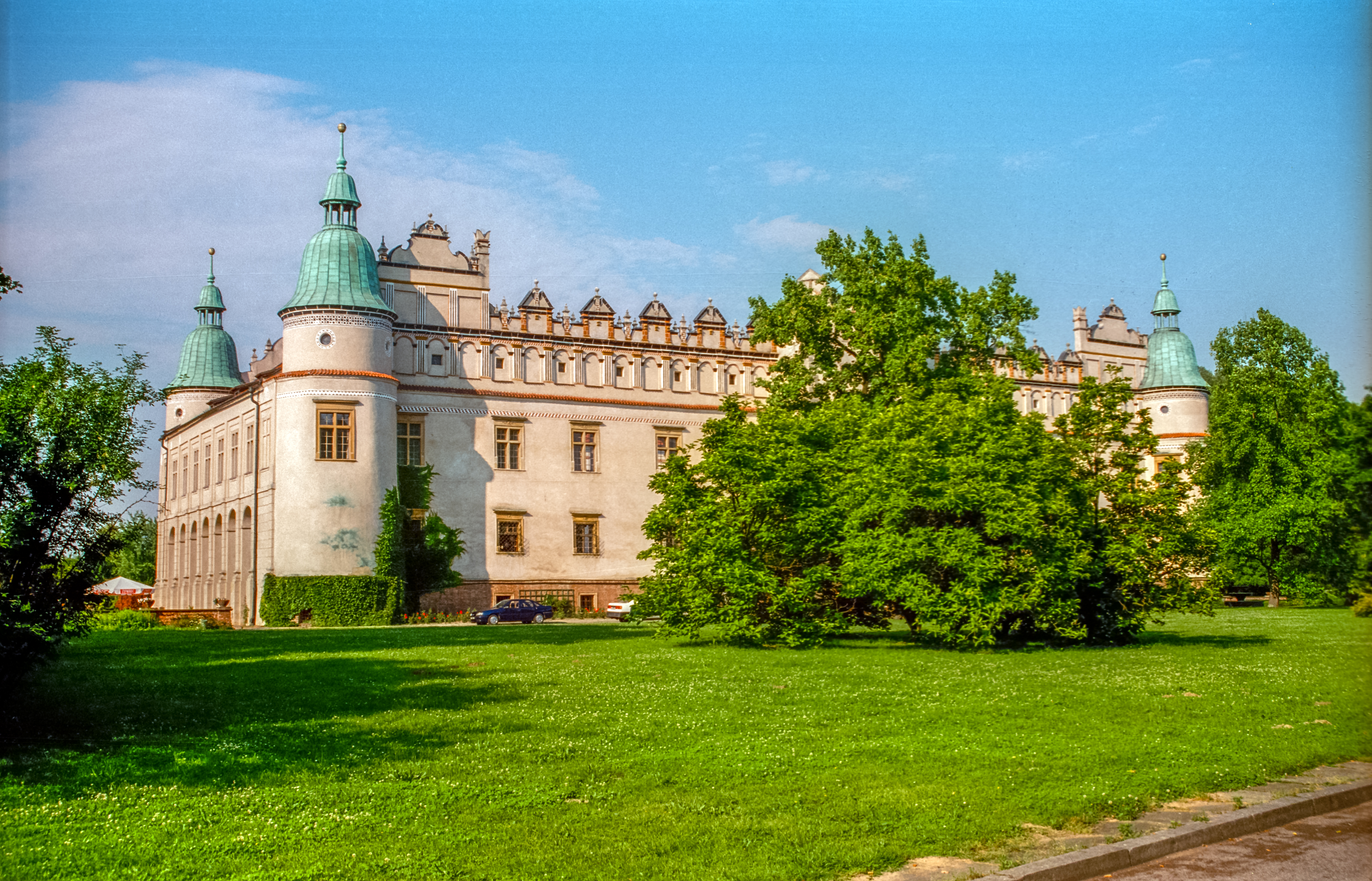
Château de Baranów Sandomierski
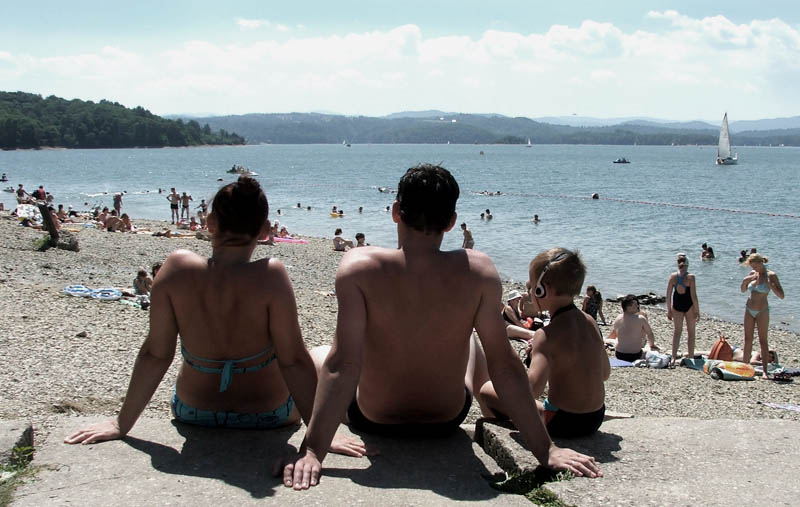
Lac de Solina (1)
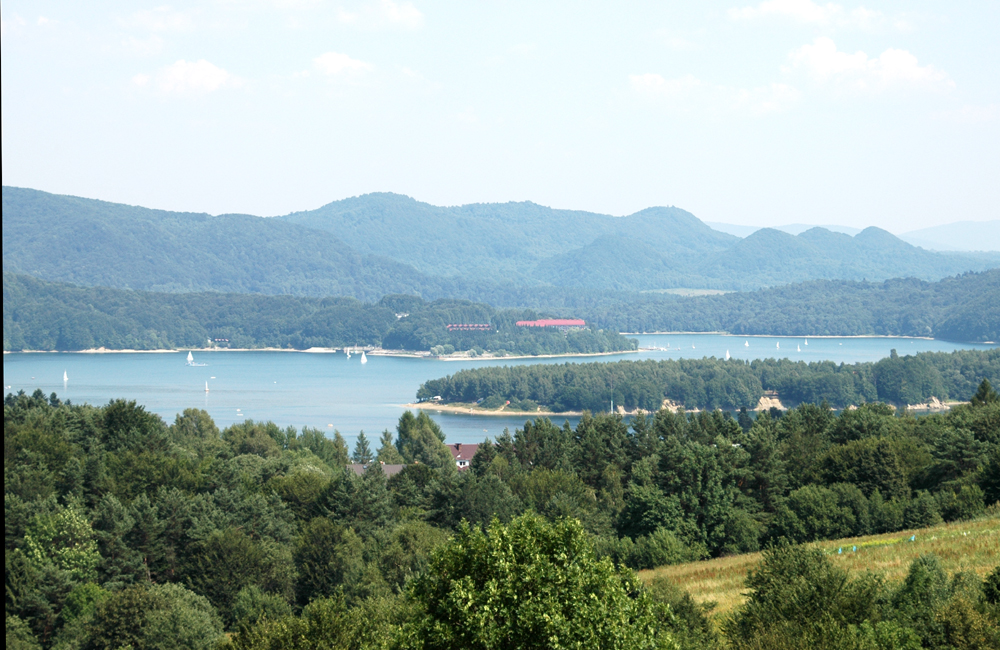
Lac de Solina (2)
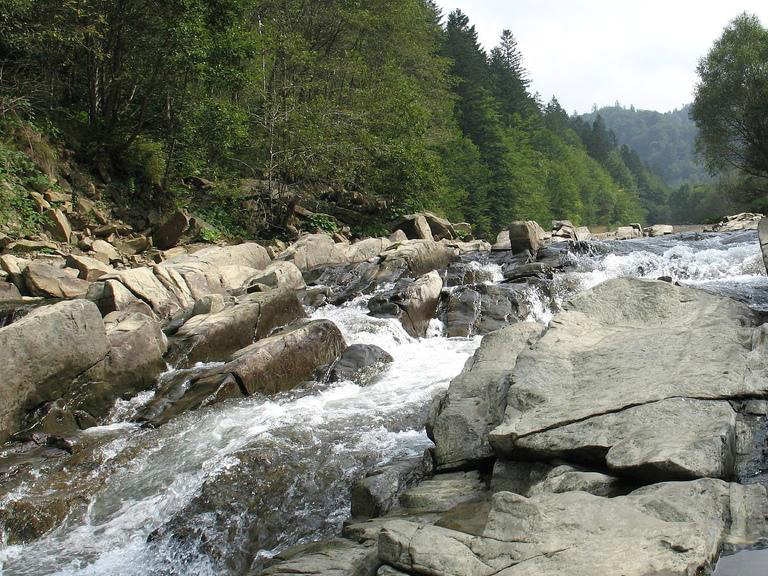
Chaîne des Bieszczady
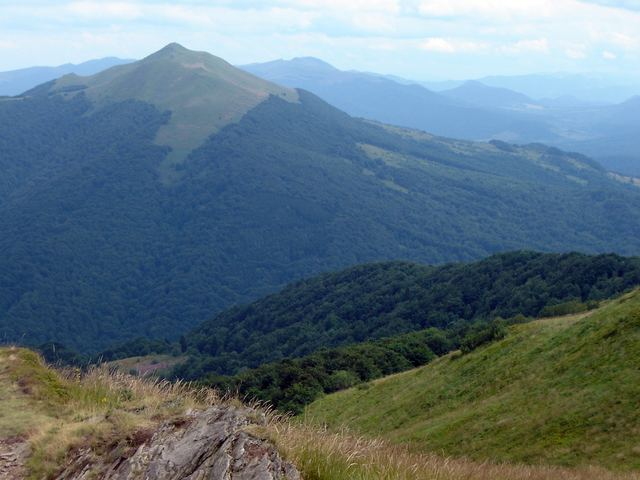
Połonina Wetlińska
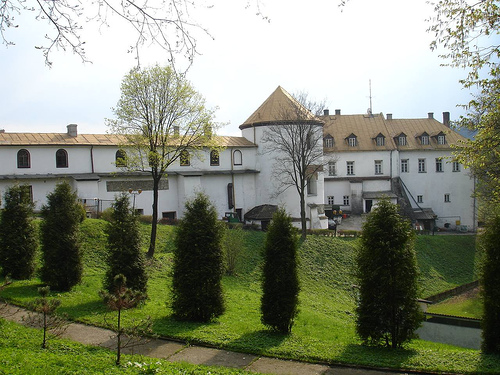
Château de Lesko
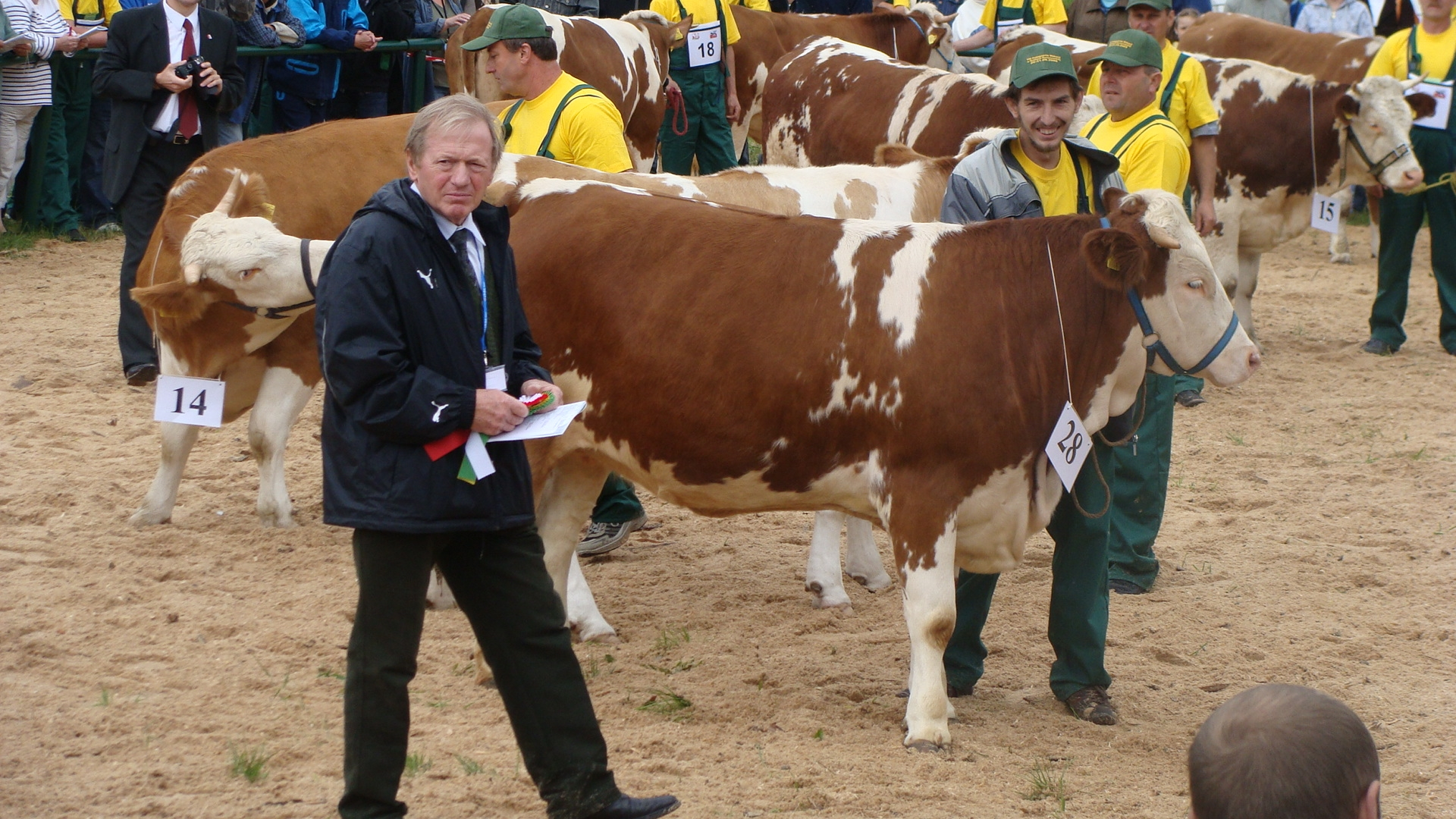
Rudawka Rymanowska (1)
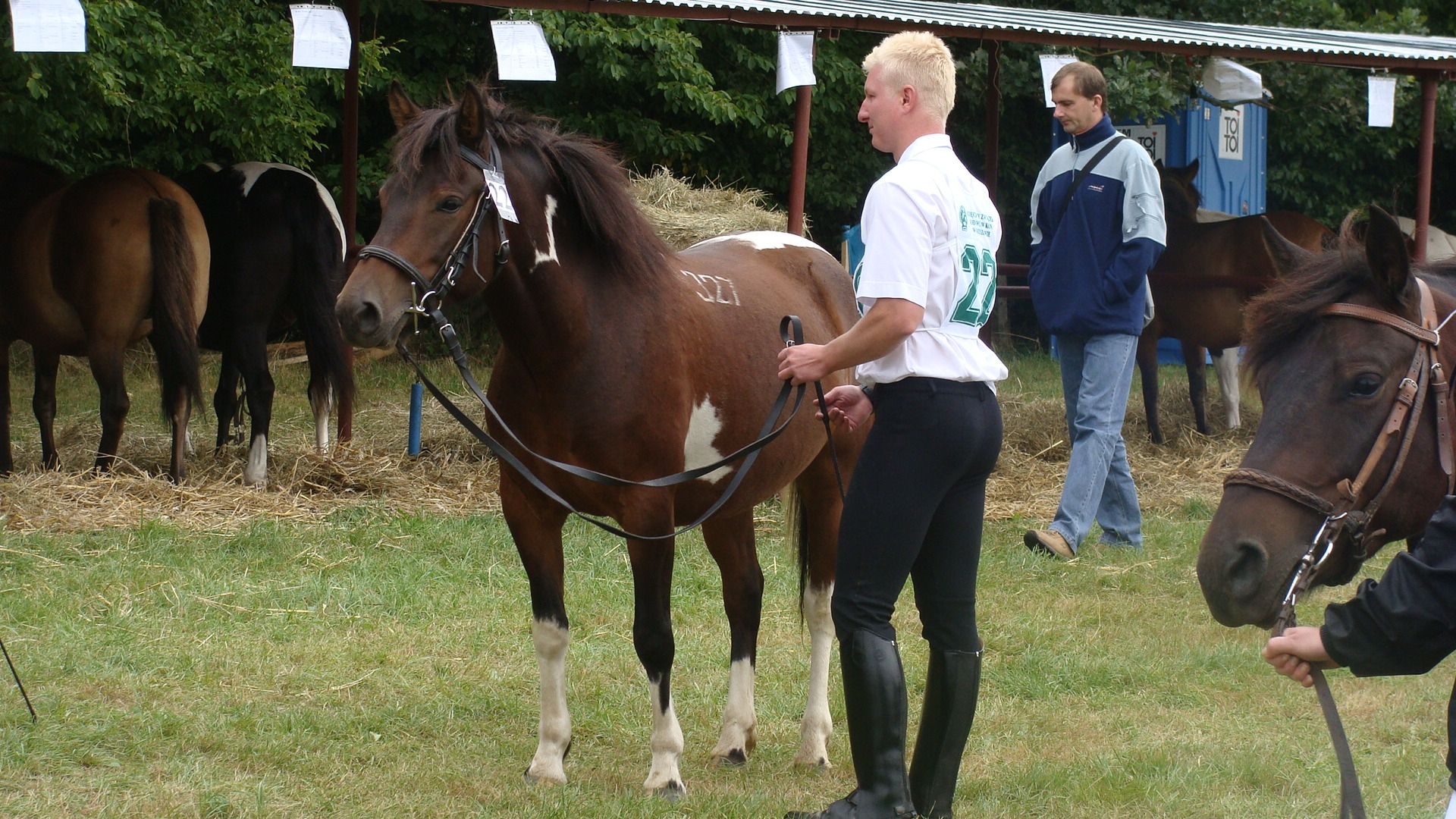
Rudawka Rymanowska (2)
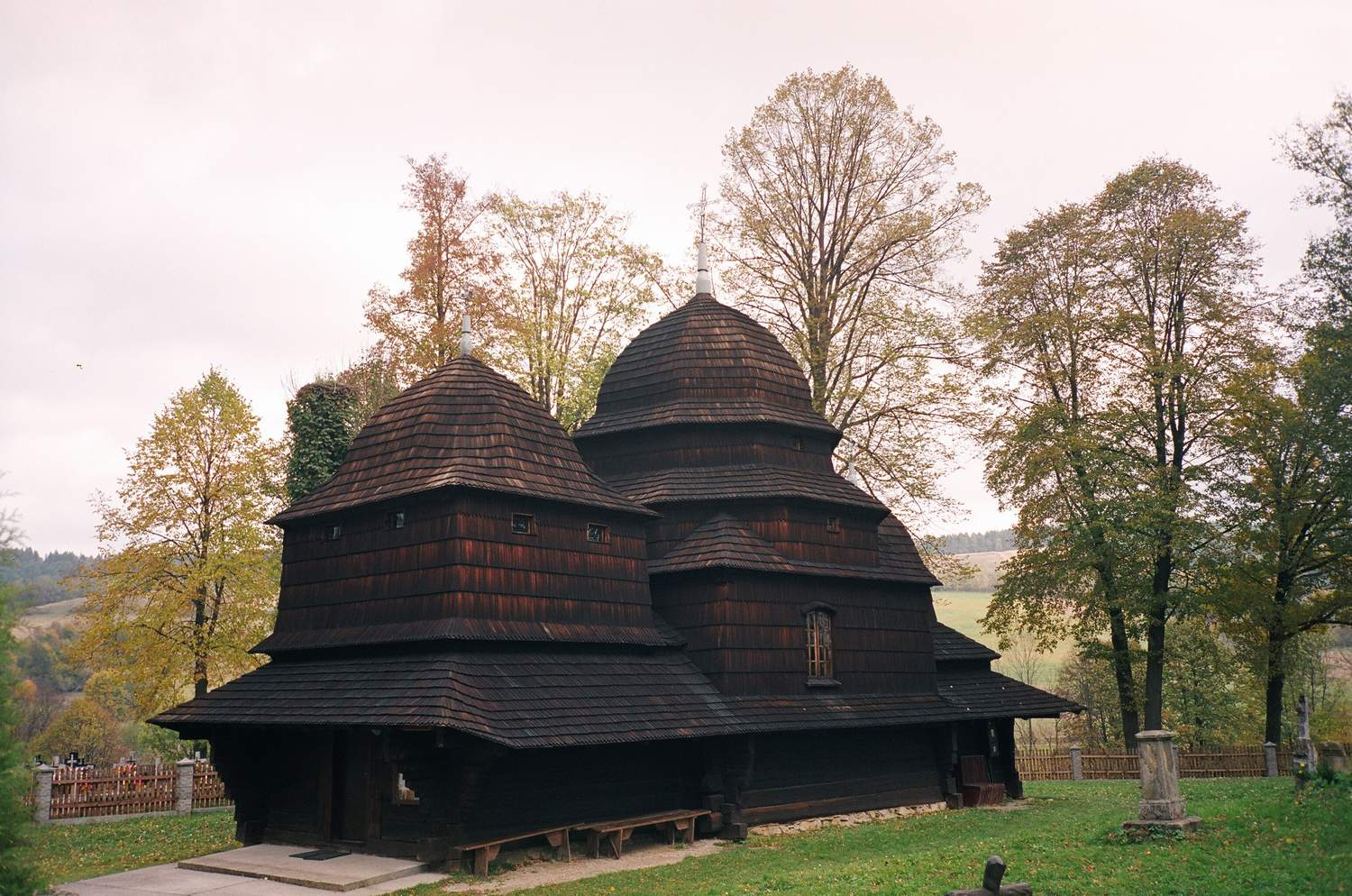
Église gréco-catholique de Rownia
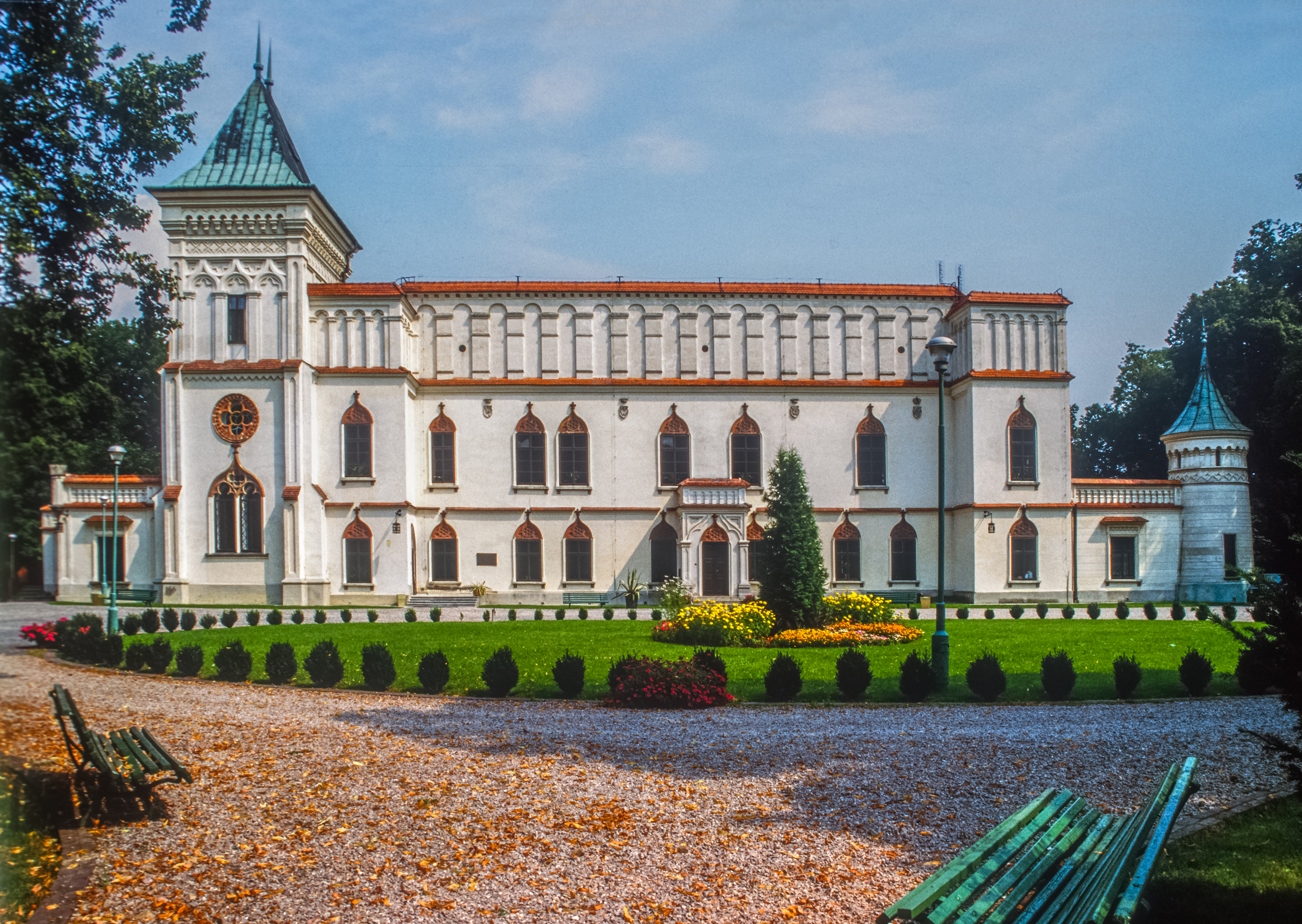
Przecław